# Élections législatives belges de 1954
Les élections législatives du 11 avril 1954 permirent de renouveler la Chambre des représentants de Belgique ainsi que le Sénat.

## Résultats

### Chambre des représentants
| Parti                    | Parti                     | Voix      | %    | Sièges | +/– |
| ------------------------ | ------------------------- | --------- | ---- | ------ | --- |
|                          | PSC-CVP                   | 2 123 408 | 41,1 | 95     | -13 |
|                          | PSB-BSP                   | 1 927 015 | 37,3 | 86     | +9  |
|                          | PL-LP                     | 626 983   | 12,1 | 25     | +5  |
|                          | PCB-KPB                   | 184 108   | 3,6  | 4      | -3  |
|                          | Cartel libéral-socialiste | 108 175   | 2,1  | 0      | 0   |
|                          | VU                        | 113 632   | 2,2  | 1      | +1  |
|                          | Autres partis             | 77 165    | 1,5  | 1      | +1  |
|                          | Blancs et non valides     | 302 644   | –    | –      | –   |
|                          | Total                     | 5 463 130 | 100  | 212    | 0   |
| Source : Nohlen & Stöver |                           |           |      |        |     |

### Sénat
| Parti                   | Parti                     | Voix      | %    | Sièges | +/– |
| ----------------------- | ------------------------- | --------- | ---- | ------ | --- |
|                         | PSC-CVP                   | 2 127 699 | 41,6 | 49     | -5  |
|                         | PSB-BSP                   | 1 915 213 | 37,5 | 42     | +5  |
|                         | PL-LP                     | 620 979   | 12,2 | 11     | +1  |
|                         | PCB-KPB                   | 181 843   | 3,6  | 2      | -1  |
|                         | Cartel libéral-socialiste | 108 966   | 2,1  | 2      | +2  |
|                         | Autres partis             | 155 758   | 3,1  | 0      | 0   |
|                         | Blancs et non valides     |           | –    | –      | –   |
|                         | Total                     | 5 110 458 | 100  | 106    | +2  |
| Source: Nohlen & Stöver |                           |           |      |        |     |